# Goranowci (obwód Wielkie Tyrnowo)
Goranowci (bułg. Горановци) – wieś w Bułgarii, w obwodzie Wielkie Tyrnowo, w gminie Wielkie Tyrnowo. W 2024 wieś zamieszkiwał 1 człowiek.